# Насто Мурадчев
Насто Мурадчев е български общественик и революционер, деец на Вътрешната македоно-одринска революционна организация.

## Биография
Насто Мурадчев е роден през 1869 година в стружкото село Вевчани, тогава в Османската империя, днес в Северна Македония. Едновременно е селски кмет и ръководител на местната чета на ВМОРО. Загива след петчасово сражение с турски аскер край родното си село през Илинденско-Преображенското въстание в 1903 година.